# Karsu Dönmez

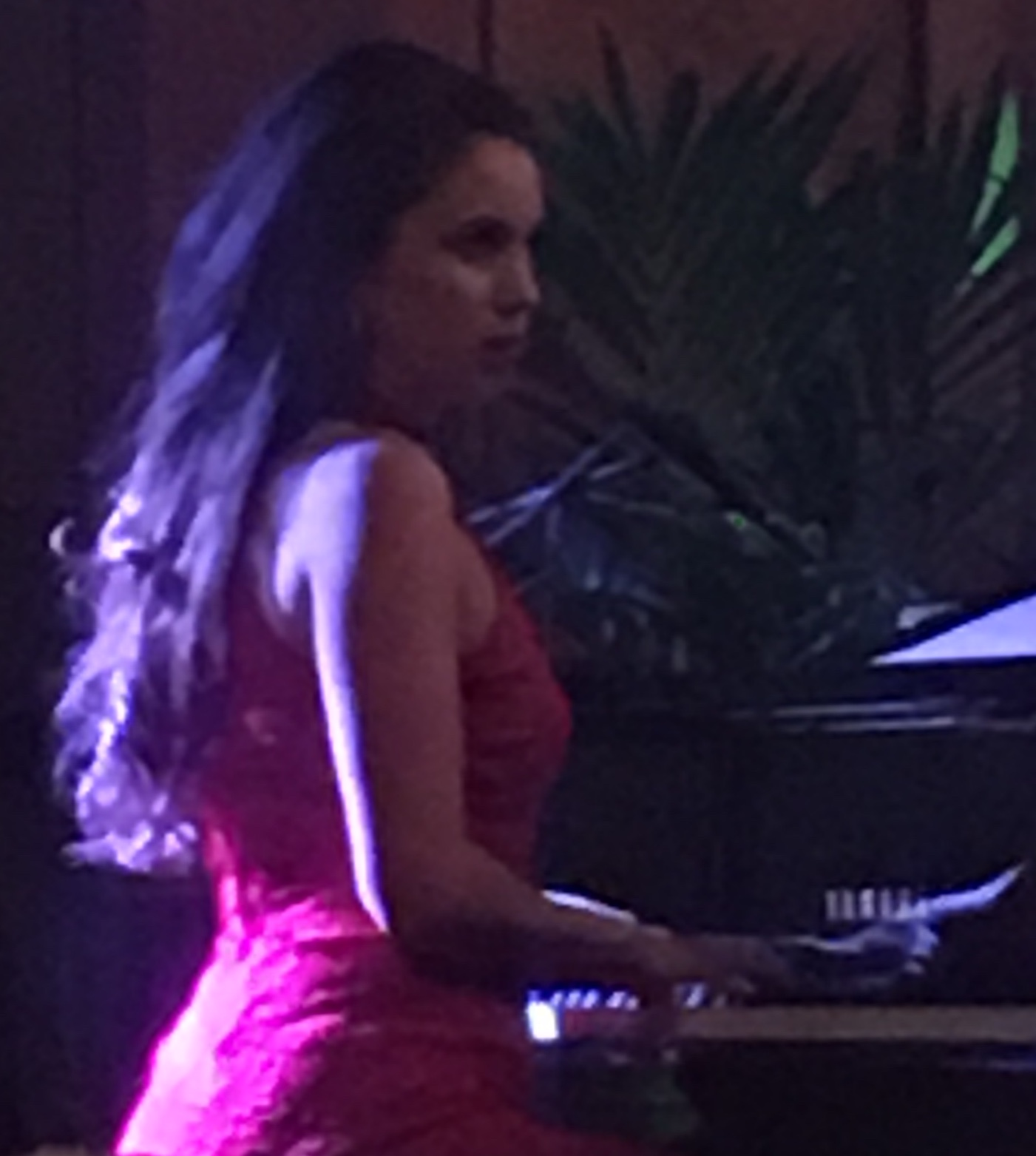
Karsu Dönmez bei einem Konzert in der Martinuskerk in Woudrichem

Karsu Dönmez, bekannt als Karsu (* 19. April 1990 in Amsterdam) ist eine niederländisch-türkische Sängerin, Pianistin und Songwriterin, deren Musikstil eine Mischung aus Jazz, Blues, Pop und türkischer Musik darstellt.

## Biografie
Dönmez stammt aus einer türkischen Familie mit Wurzeln in Hatay. Ihr Vater floh in den 1980er Jahren aus politischen Gründen in die Niederlande. Im Alter von sieben Jahren begann Dönmez Klavier zu spielen, nachdem ihre Eltern ihr mit Geld, das für ein Auto vorgesehen war, ein Klavier kauften. Ihre ersten Auftritte hatte sie im Restaurant ihrer Eltern in Amsterdam und schließlich in der Carnegie Hall in New York. Dönmez erhielt ihre musikalische Ausbildung am Conservatorium van Amsterdam bei Esra Dalfidan (Gesang) und Ferial Karamat Ali (Klavier). Außerdem lernte sie autodidaktisch durch die Analyse von Stücken von Künstlern wie Ray Charles.
Mit 16 Jahren trat sie erstmals öffentlich auf. Ihr Debütalbum Live aan 't IJ erschien 2010. Es folgten die Studioalben Confession (2012), Colors (2015) und Karsu (2019). Dönmez tourte international, trat bei renommierten Festivals wie dem North Sea Jazz Festival auf und war Teil des Projekts Karsu Plays Atlantic Records, das die Geschichte von Ahmet Ertegün und Atlantic Records würdigte. Neben ihrer Musikkarriere engagiert sich Karsu für humanitäre Projekte, darunter die Gründung einer Musikschule für Flüchtlinge in Athen. Sie ist Botschafterin für die Organisation "The Voice of Syriah".

## Privates
2024 heiratete Dönmez den Unternehmer Mike Schrama. Im selben Jahr gaben sie bekannt, ihr erstes Kind zu erwarten. Ihre Familie war stark vom Erdbeben in der Türkei 2023 betroffen, bei dem sie mehrere Angehörige verlor.

## Diskografie

### Studioalben
| Jahr | Album          |
| ---- | -------------- |
| 2010 | Live aan 't IJ |
| 2012 | Confession     |
| 2015 | Colors         |
| 2019 | Karsu          |

### Live-Alben
| Jahr | Album                                   |
| ---- | --------------------------------------- |
| 2018 | Play My Strings (Live at Concertgebouw) |

### Konzeptalben
- 2021: Beste Zangers

### Singles (Auswahl)
| - 2014: Raise Our Hands - 2018: Jest Oldu - 2018: Paint It Black - 2018: A Change Is Gonna Come - 2018: Esmerim Biçim Biçim - 2019: Itiraf - 2019: Sana Ne - 2019: Ben Yanındayım (mit Çağrı Sinci) - 2020: Ben Nası Büyük Adam Olucam - 2020: Seni Düşünmek Güzel Şey - 2021: Gülümse | - 2021: Sonunda - 2022: Sorry (Hazes Is De Basis) - 2022: Zo Anders (mit Sinan) - 2022: Until, I Do - 2022: Büyük - 2023: Neredesin Sen - 2023: Volg Mijn Pen - 2023: Kom Dansen - 2024: Aşk Hiç Bitmez (mit Cem Adrian) - 2024: Lal (mit Sertab Erener) - 2025: Son Defa |

## Auszeichnungen
- 2016: Edison-Publikumspreis für Colors[7][8]
- 2016: ELLE Style Award als "Rising Musician of the Year"[9]